# Закатальский округ (Азербайджанская ССР)
Закатальский округ (азерб. Zaqatala mahalı) — единица административного деления Азербайджанской ССР, существовавшая с января по июль 1930 года. Административный центр — город Закаталы.
Образован постановлением ЦИК Азербайджанской ССР от 25 января 1930 года на части территории упразднённого Закатало-Шекинского округа.
Закатальский округ граничил с Ганджинским и Нухинским округами, а также с Грузинской ССР и Дагестанской АССР.
По постановлениям ЦИК и СНК СССР от 23 июля 1930 года и ЦИК и СНК Азербайджанской ССР от 8 августа 1930 года, Закатальский округ, как и большинство остальных округов СССР, был упразднён, а входящие в его состав районы переданы в прямое подчинение Азербайджанской ССР.